# 2 legender utan penger
2 legender utan penger från 2004 är rapartisten Ken Rings sjunde album, tillsammans med den norske producenten Tommy Tee.

## Spårlista
| Spår | Låt Titel                 | Producent/er             | Medverkande Gäst/er              | Tid   |
| ---- | ------------------------- | ------------------------ | -------------------------------- | ----- |
| 1    | Erfarenhet                | Tommy Tee                |                                  | 02:14 |
| 2    | BB Berättelsen            | Tommy Tee                |                                  | 03:07 |
| 3    | Kom Igjen                 | Tommy Tee                |                                  | 04:00 |
| 4    | Måste Seja Hei            | Tommy Tee                |                                  | 04:22 |
| 5    | Gatans Härskare           | Tommy Tee                | Tattarprinsen                    | 02:46 |
| 6    | Jagen                     | Tommy Tee                | Loudmouf Choir & Opaque          | 04:15 |
| 7    | När Natten Faller På      | Tommy Tee & Tshawe Baqwa | Tshawe från Mad'Con              | 02:49 |
| 8    | Kurra Gjömma              | Tommy Tee                | Rebecca, Kelian & Loudmouf Choir | 04:57 |
| 9    | Jag Är Nörsk              | Tommy Tee                |                                  | 01:02 |
| 10   | Kan Du Fatta Det (Eller?) | Tommy Tee                |                                  | 03:36 |
| 11   | Gatubarn                  | Tommy Tee                |                                  | 03:36 |